# Сельское поселение «Хила»
Сельское поселение «Хила» (бур. Хилын hомон) — муниципальное образование в составе муниципального района «Могойтуйский район» Агинского Бурятский округа в Забайкальском крае Российской Федерации.
Административный центр сельского поселения — посёлок при станции Ага (ранее село Хила).
В состав сельского поселения входит шесть населённых пунктов:
1. посёлок при станции Ага;
2. село Ара-Булак;
3. село Курилжа;
4. посёлок при станции Булак;
5. посёлок при станции Остречная;
6. Разъезд 71;

## География
Территория — 3613 га. Представляет собой равнины и плоскогорья.

## Население
| 2010  | 2011  | 2012  | 2013  | 2014  | 2015  | 2016  |
| ----- | ----- | ----- | ----- | ----- | ----- | ----- |
| 1936  | ↘1928 | ↘1920 | ↘1889 | ↘1863 | ↘1827 | ↘1808 |
| 2017  | 2018  | 2019  | 2020  | 2021  |       |       |
| ↘1795 | ↘1730 | ↘1696 | ↘1667 | ↘1313 |       |       |

## Власть
Глава сельского поселения Бальжинимаев Балдан-Доржи Дамдинович.

## Экономика
- Государственный племенной завод «Могойтуйский» — племенной репродуктор Министерства сельского хозяйства Российской Федерации[16].
- АО «Могойтуйский мясокомбинат»[17].
- агрофирма «Хилинский»[18].

## Транспорт
По территории муниципального образования проходят пути — Читинского отделения Забайкальской железной дороги и автомобильная дорога федерального значения Чита — Забайкальск, далее в город Маньчжурия (КНР).